# Oresbius nigricornis
Oresbius nigricornis är en stekelart som först beskrevs av Thomson 1883.  Oresbius nigricornis ingår i släktet Oresbius och familjen brokparasitsteklar. Arten är reproducerande i Sverige. Inga underarter finns listade i Catalogue of Life.